# Scolecura propinqua
Scolecura propinqua là một loài nhện trong họ Linyphiidae. Loài này được phát hiện ở Argentina.